# Turid Rugaas
Turid Rugaas (...) è una scrittrice norvegese esperta di addestramento cinofilo.
Rugaas ha avuto il suo primo cane nel 1948 e addestra dal 1969. Ha fondato la sua scuola per cani Hagan Hundeskole nel 1984 nella sua fattoria con vista sui fiordi della Norvegia. Ha iniziato a formare altri addestratori di cani e a tenere seminari nel 1992. Da allora ha tenuto seminari in 12 paesi diversi con studenti provenienti da 24 paesi. Ora è in pensione dall'addestramento vero e proprio del cane, ma continua a condurre seminari e laboratori a livello internazionale.
Ha pubblicato numerosi libri e DVD tra cui il popolare best seller L'intesa con il cane . Ha identificato circa 30 segnali calmanti per spiegare la comunicazione dei cani .
Rugaas è l'autrice di numerosi libri e DVD che sono stati fondamentali nell'argomento della comunicazione del cane che da allora hanno aiutato molti addestratori di cani, comportamentisti ed etologi a capire il linguaggio del cane. Ha fondato i Pet Dog Trainers of Europe (PDTE) ed è l'attuale presidente dell'organizzazione che sta guidando il concetto di addestramento del cane fatto dall'uomo in Europa. Rugaas tiene conferenze e seminari in tutta Europa, e gestisce campi estivi.
Ha pubblicato un film biografico intitolato A Boat Trip with Turid Rugaas (Una gita in barca con Turid Rugaas) .
Il 27 novembre 2017, Rugaas è stata insignita del Distintivo d'Onore del Re, dal re norvegese S.M. Harald VII per i suoi contributi negli ultimi 40 anni nel campo del comportamento canino.

## Lavoro e metodologia
Rugaas si è concentrata sullo sviluppo di nuovi metodi e metodi naturali di addestramento. I metodi naturali di addestramento utilizzano attività più naturali per i cani per risolvere problemi comportamentali. I metodi naturali di addestramento usano strumenti semplici come il fiuto, attivando la corteccia cerebrale di un cane attraverso la sua naturale curiosità e usando le sue naturali abilità sociali per svilupparsi nelle reti neurali. I metodi naturali di addestramento si concentrano molto sulla comprensione della comunicazione del cane e sulla capacità di comunicare con il cane. A tal fine, Rugass ha osservato e documentato diversi segnali che i cani usano come parte del loro repertorio. Ha chiamato questi segnali calmanti.
Rugaas ha aiutato a guidare diversi progetti che aiutano a capire meglio i cani nel loro ambiente naturale. Uno di questi progetti è il progetto Dog Pulse che mira a misurare le pulsazioni di un cane per vedere se le persone possono dare segnali calmanti a un cane e se ciò ha effettivamente un effetto sulla riduzione della frequenza cardiaca di un cane e sulla sua calma. Mira anche a dimostrare quantitativamente che quando un cane emette segnali calmanti, il cane sta effettivamente sperimentando stress e quindi una frequenza cardiaca elevata.
Rugaas ha condotto uno "studio pipì" sulla natura dei modelli di minzione canina. Ha anche esaminato il miglioramento dei metodi di "test" dei cani. I metodi convenzionali per la sperimentazione dei cani prevedono che i cani aumentino le attività che li spaventano fino a quando non raggiungono un punto in cui non possono farcela e per determinare quanto tempo impiega un cane a raggiungere quel punto. Rugaas sta lavorando per modificare questi test in Europa per concentrarsi invece sulle potenzialità del cane, consentendogli di mostrare ciò di cui è capace in termini di risoluzione dei problemi, senza doverlo spaventare o confonderlo.
Rugaas ha condotto laboratori in 12 paesi e seminari in molti altri. Ha studenti che coprono 24 paesi. Gli addestratori che seguono la sua metodologia possono essere trovati in alcuni di questi paesi: Norvegia, Svezia, Finlandia, Danimarca, Islanda, Russia, Polonia, Repubblica Ceca, Croazia, Austria, Svizzera, Germania, Paesi Bassi, Belgio, Francia, Spagna (incl. Mallorca e Isole Canarie), Grecia, Italia, USA, Canada, Australia, Nuova Zelanda, Inghilterra, Scozia, Giappone, Taiwan

## Opere
DVD
- I piccoli segnali dei cani - The Wee Signs of Dogs[20]
- Puppies-Cuccioli[21]
- What do I do when my dog pulls (Che fare...se il mio cane tira?)[22]
- Lavoro di Fiuto. Le piste. DVD[23] (con Anne Lil Kvam)
- DVD Lavoro di fiuto. Discriminazione olfattiva[24] (con Anne Lil Kvam)

Saggi
- Calming Signals - The art of survival
- Turid, Rugaas "About growing up". PDTE Pet Dog Trainers of Europe
- Turid, Rugaas: Pet dog trainers of Europe Code of Ethics: a way to take dog training into the 21st century. In: Journal of Veterinary Behavior. 2011.

## Riconoscimento
Il 27 novembre 2017, Rugaas è stata insignita del Distintivo d'Onore del Re, dal re norvegese SM Harald VII per i suoi contributi negli ultimi 40 anni nel campo del comportamento canino.

## Galleria d'immagini

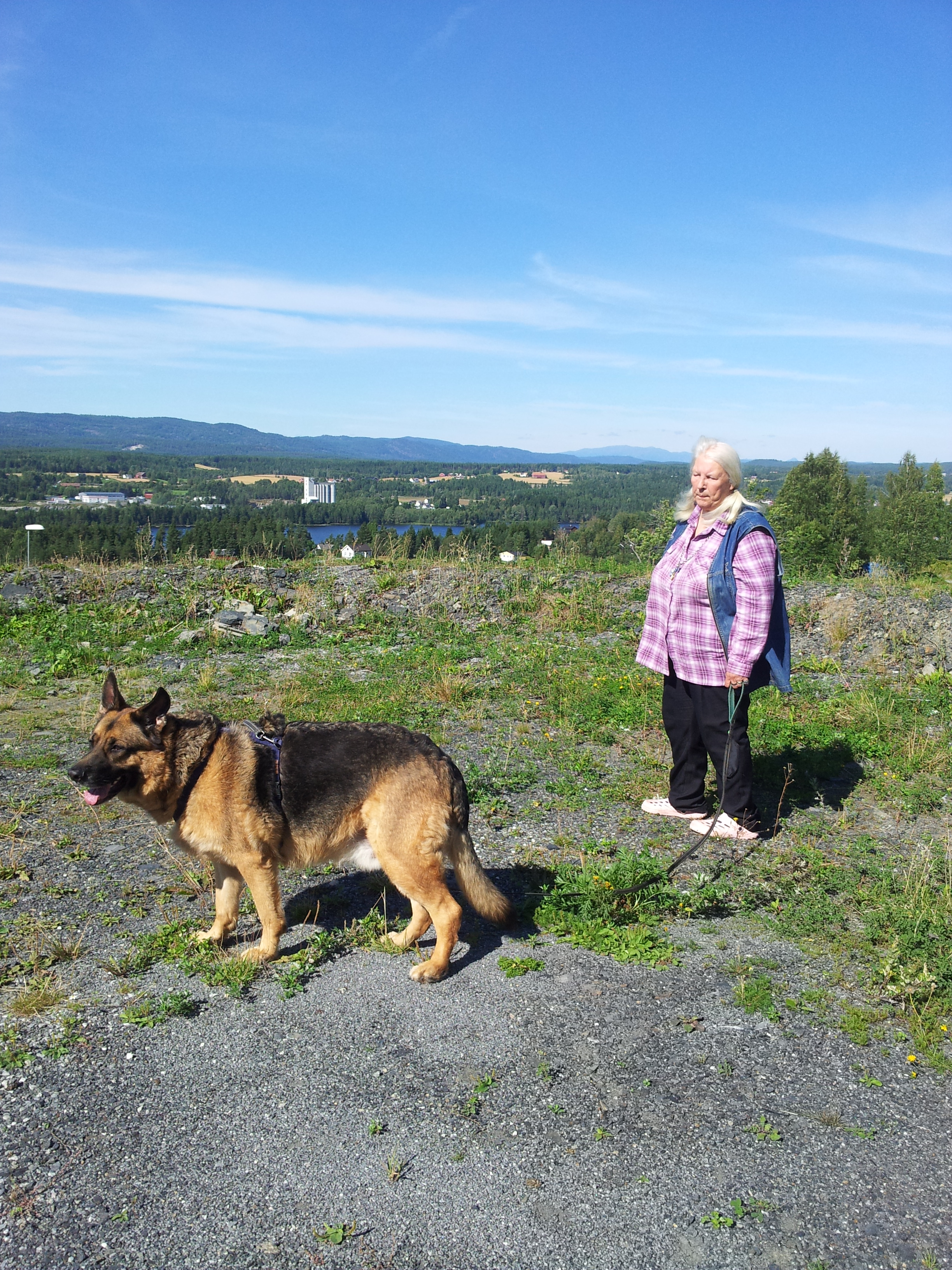
Rugaas e il suo cane McKenzie
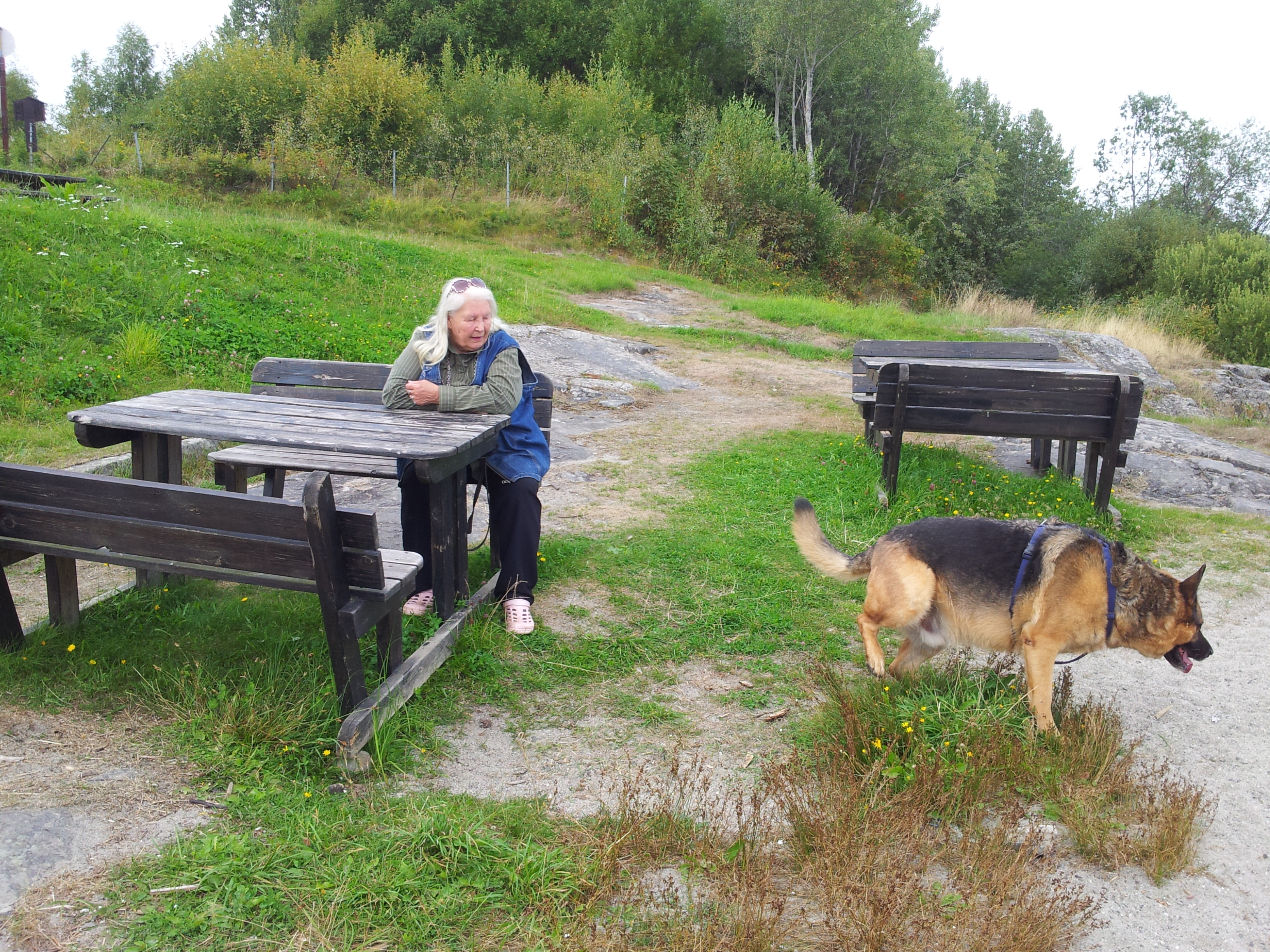
Rugaas e il suo cane McKenzie
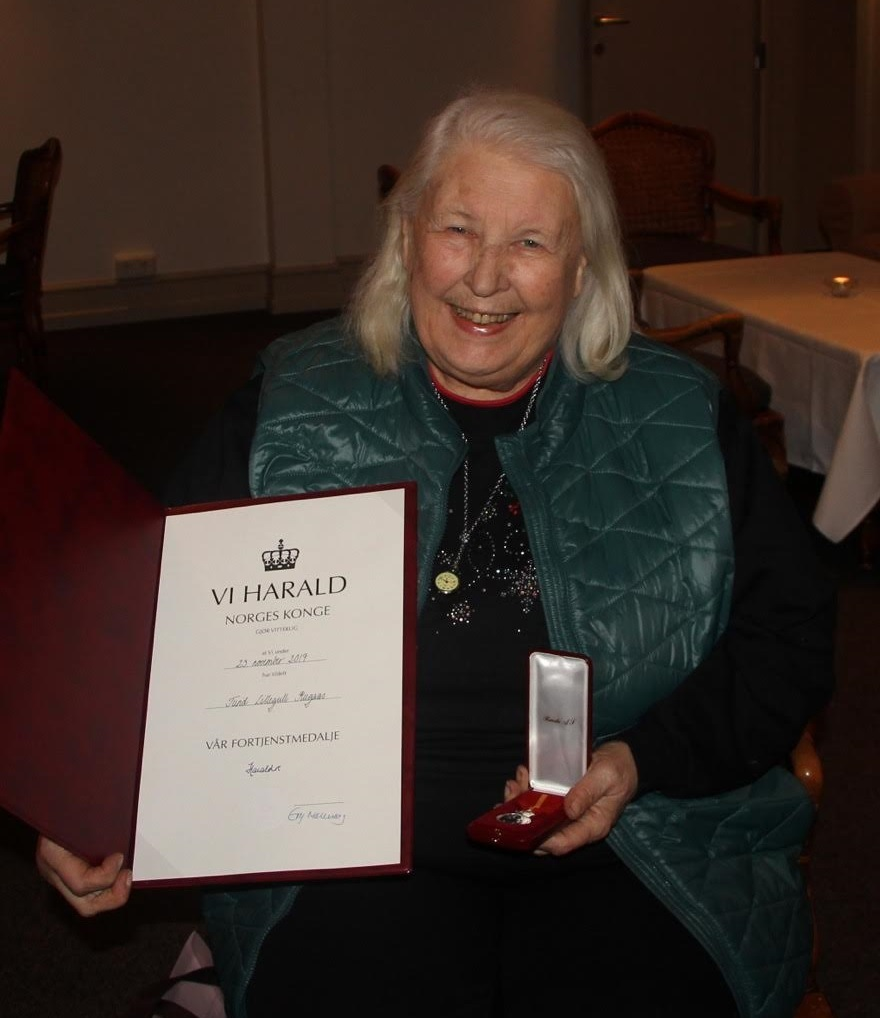
Turid con il suo distintivo d'onore del re norvegese, SM re Harald VII